# Guillermo Marín Gorbea
Guillermo Marín Gorbea (España, siglo XX), es un diplomático español. Es el embajador de España en Costa de Marfil (desde 2024).

## Biografía
Tras licenciarse en Derecho en la Universidad de Valladolid y realizar una maestría en artes en Relaciones Internacionales —Escuela de Derecho y Diplomacia Fletcher—, completó su formación académica con una Diplomatura en el Colegio de Defensa de la OTAN (Roma); y fue Fellow del Weatherhead Center for International Affairs de la Universidad de Harvard, y accedió a la Escuela Diplomática (1987).
Como diplomático ha estado destinado en las Embajadas de España ante la Organización de Estados Americanos OEA (Washington D. C.), en Berna (Suiza), Representación Permanente ante la Organización para la Seguridad y la Cooperación en Europa OSCE (Viena), La Paz (Bolivia) y Moscú (Rusia). Ha sido cónsul General en Cartagena de Indias (Colombia), y en Rabat (Marruecos).
En el Ministerio de Asuntos Exteriores, Unión Europea y Cooperación (MAEUEC), ocupó diversos puestos: Dirección General de Diplomacia Económica, Consejo Superior de Asuntos Exteriores, Dirección General de Política Exterior para América del Norte, Escuela Diplomática, Oficina de Derechos Humanos, Gabinete del Ministro de Asuntos Exteriores y la Dirección General de Política Exterior para África y Oriente Medio.
Marín Gorbea colabora en Nueva Revista.
Es Embajador de España en Costa de Marfil (desde 2024).